# Anfim Michalewicz
Anfim Iwanawicz Michalewicz (biał. Анфім Іванавіч Міхалевіч, ros. Анфим Иванович Михалевич, Anfim Iwanowicz Michalewicz; ur. 26 maja 1949 w Szarabajach Starych w rejonie głębockim) – białoruski polityk, lekarz weterynarii i prawnik, w latach 2008–2012 deputowany do Izby Reprezentantów Zgromadzenia Narodowego Republiki Białorusi IV kadencji.

## Życiorys
Urodził się 26 maja 1949 roku we wsi Szarabaje Stare, w rejonie głębockim obwodu połockiego Białoruskiej SRR, ZSRR. Ukończył weterynarię w Witebskim Instytucie Weterynaryjnym i orzecznictwo w Białoruskim Instytucie Orzecznictwa.
Pracę rozpoczął jako główny lekarz weterynarii w kołchozie „Komuna Paryska” w rejonie głębockim. Odbył służbę wojskową w szeregach Armii Radzieckiej. Następnie pracował jako dyrektor sowchozu „Jabłońka” w rejonie głębockim, pierwszy zastępca przewodniczącego, kierownik Zarządu Gospodarstwa Wiejskiego Bieszenkowickiego Rejonowego Komitetu Wykonawczego, przewodniczący kołchozu „Politotdielec” w rejonie bieszenkowickim, przewodniczący Czaśnickiego Rejonowego Komitetu Wykonawczego. Był delegatem na I, II i III Ogólnobiałoruski Zjazd Ludowy.
27 października 2008 roku został deputowanym do Izby Reprezentantów Zgromadzenia Narodowego Republiki Białorusi IV kadencji z Lepelskiego Okręgu Wyborczego Nr 23. Pełnił w niej funkcję zastępcy przewodniczącego Stałej Komisji ds. Prawodawstwa i Kwestii Sądowo-Prawnych. Od 13 listopada 2008 roku był członkiem Narodowej Grupy Republiki Białorusi w Unii Międzyparlamentarnej.

## Odznaczenia
- Medal „Za Zasługi w Pracy”;
- Medal Jubileuszowy „60 Lat Wyzwolenia Republiki Białorusi od Niemiecko-Faszystowskich Najeźdźców”;
- Medal Jubileuszowy „60 Lat Zwycięstwa w Wielkiej Wojnie Ojczyźnianej lat 1941–1945”;
- Medal Jubileuszowy „90 Lat Sił Zbrojnych Republiki Białorusi”;
- Medal Jubileuszowy „90 Lat Milicji Białorusi”;
- Gramota Pochwalna Zgromadzenia Narodowego Republiki Białorusi;
- Gramota Pochwalna Rady Ministrów Republiki Białorusi[1].